# ポーランドの教育

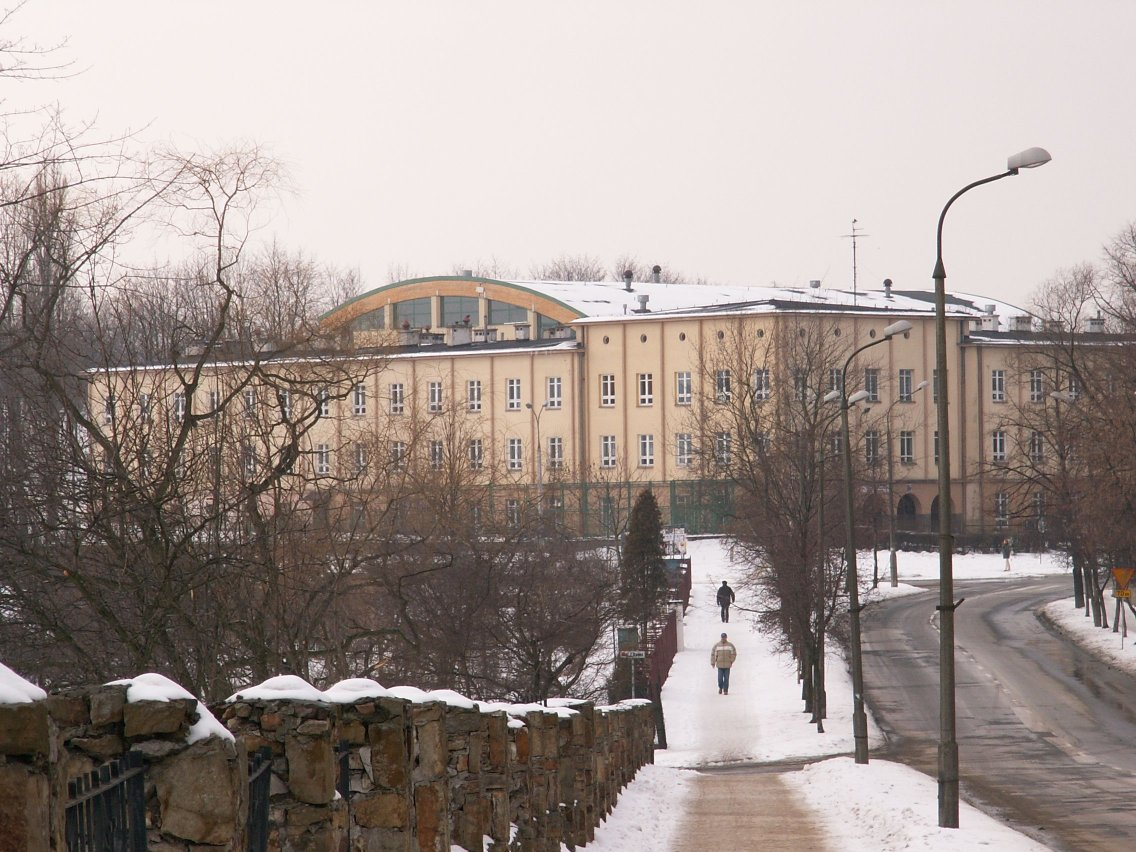
キェルツェにあるリツェウム（高校）

ポーランドの教育（ポーランドのきょういく）として、この項目ではポーランドにおける教育を解説する。

## 概要
前期中等教育までが義務教育とされている。 7歳から6年間の初等学校で始まる。13歳になると3年間の前期中等教育であるギムナジウムに入学し、試験を受けて卒業する。
後期中等課程はいくつかの選択があるが、もっとも一般的なのが3年制の普通高等学校と4年制の技術高等学校である。両課程とも課程修了と大学入学資格を兼ねた統一試験マトゥーラに合格すれば卒業できる。
その上に位置するのが高等教育であり、学士、修士、博士と続く。

## 歴史

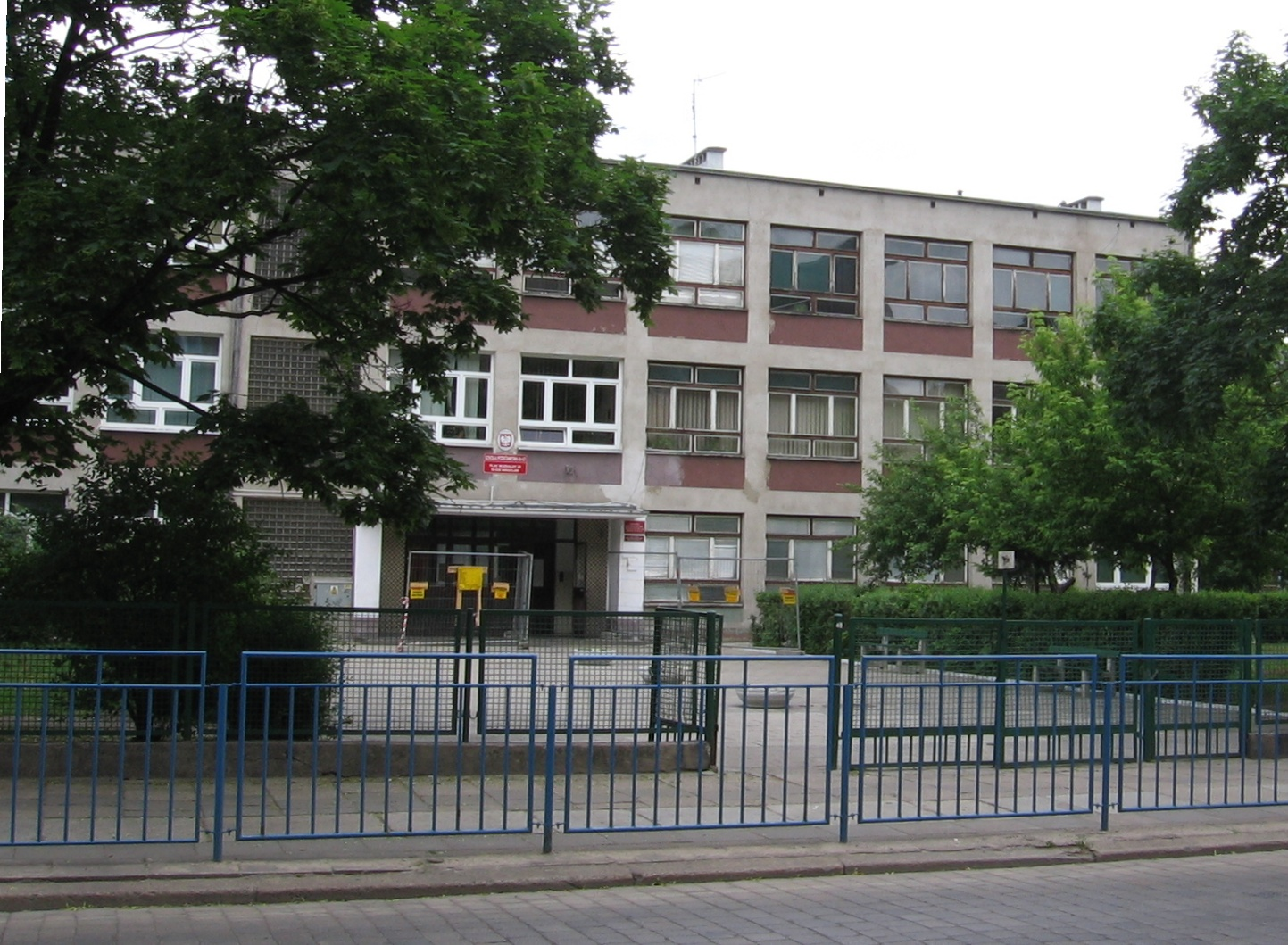
共産主義時代1960年代に建てられたヴロツワフの小学校

第二次世界大戦前は中等教育学校は有料で制限され、特に地方の児童は教育が受けられない事が多かった。

### 第2次大戦中のポーランド人の教育
第2次世界大戦中に起こったポーランド分割により、ポーランドの教育の大部分は秘密下に行われた。

### ポーランド人民共和国の教育
1952年–1989年、人民共和国時代の教育は共産主義国家に管理され、小学校から大学まで提供し、授業料は無料となった。全ての学校で同じカリキュラムで教育され、田舎の学校も都心部と同レベルの教育となり、国家が全ての教育施設をコントロールした。子供が学校に行かない場合は、親や保護者は法律上強制的に刑務所に入れられるとされた。カリキュラムの計画は、子供は広い基礎知識を得、自らの為に考え、科学的世界観を持って卒業する。地方の村から都心部まで、数百の中等教育学校の建設の大掛かりなキャンペーンが行われた。1956年、全ての心身共に健康なポーランド人の子供は教育を受けられるようになった。特別支援学校も設立した。1945年、教育計画は明確に述べられ、その後執行された。学校は再建や建築され、新しい教師は養成しなければならなかった。戦前のナチとソ連による知的階級の大虐殺とインテリや高度な人材の他国への移住により教育において酷く人材欠乏であった。
共産主義者は自らがコントロールするポーランドの新しい教育システムで教養された階級を構成する機会を得た、歴史及び科学はマルクス主義の視点と政治的検閲の題材としなければならなかった。1948年、カリキュラムは共産主義のイデオロギーそしてより中核的なセオリーにとって代わった。様々な科学は共産主義イデオロギーにより影響された。多くの西洋の本や出版物は不法と制定され、所持や所有は罰金又は投獄とされた。支配階級から許可されたのは社会主義リアリズムのみとなる。
戦時中、殆どの大学の建物は破壊されたが再建され、ソ連をモデルとし構造改革をした。神学の教授は国立大学から排除され、新しく２つの神学短大ができた。　1963年、大学や短大の数は1938年と比較し2倍になった。 (大学73校、 短大32校)。
共産主義政権が終わり、1999年9月1日よりポーランドの教育組織は改正された。初等学校が8年から6年に短縮され、中等課程は4年制のリツェウムから3年制のギムナジウムと3年制のリツェウムの計6年に変わった。つまり8･4制が、6･3･3制に改められた。

## 教育段階
多少ポーランド独特の部分を含んだ以下の評価システムが用いられている。

### 初等・中等教育

#### 1990年代初頭までのシステム
古いシステムは4段階評価であった。
- 2 (niedostateczna 不可)
- 3 (dostateczna 可)
- 4 (dobra 良)
- 5 (bardzo dobra 優)

学年度末に成績評価があり、2を取ると留年か、特別に招集された委員会メンバーを前にして追試を受けて成績評価を変えるしかなかった。3以上の評価を受ければ次のレベルに進むことができた。
年間に提出した宿題や試験の点数なども同じ等級 (2, 3, 4, 5) で成績がつけられるが、その成績にプラスやマイナス、教師によってはダブル・マイナスをつけて細分化することもあった。この分数になるような成績は最終的な評価では認められなかったが、通常こういったプラス、マイナスを含む成績を合計して算出した年間平均値を最終成績とした。5は予定された学習内容の達成度が常に100%であることを示すが、時には「常に期待以上の出来」という意味で5+が与えられることもあった。
ゆえに評価の目盛りは以下のとおり14種類である。( ) はまれに使用される尺度である。=はイコールではなく、ダブル・マイナスを意味した。
2, 2+, (3=), 3-, 3, 3+, (4=), 4-, 4, 4+, (5=), 5-, 5, (5+)

#### 新システム

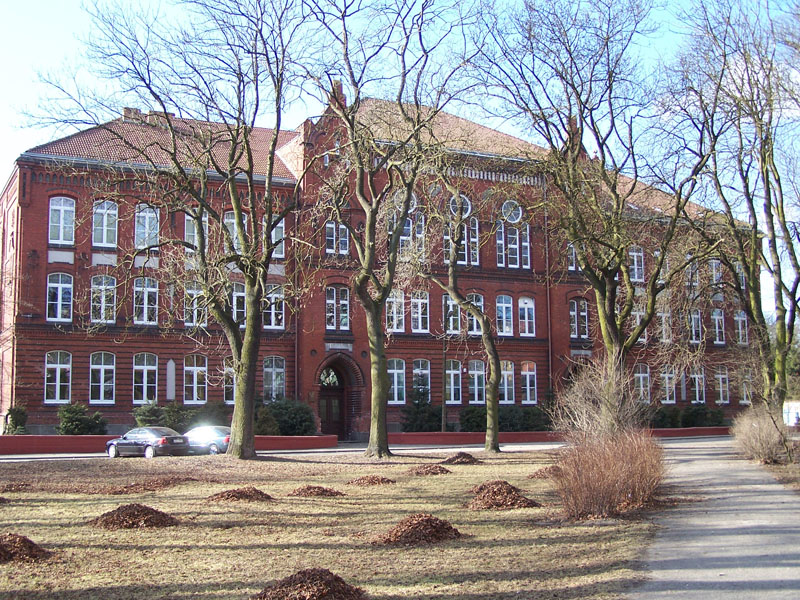
Goleniowieにある第一ギムナジウム（中学）

1990年代はじめに、1と6を加えた新しい評価方法が導入された。
- 1 (niedostateczna 不可)
- 2 (mierna 貧 のちに dopuszczająca 及)
- 3 (dostateczna 可)
- 4 (dobra 良)
- 5 (bardzo dobra 優)
- 6 (celująca 秀)

新システムでは1が落第、2から5が及第、6が優秀である。旧システムのようにプラスやマイナスを加える。ただし、6に値しない成績は5+と評価されるため、6にマイナスを加えることはめったにないし、落第するしないの分かれ目が1と2であるため、1にプラスがつくこともほぼない。評価の目盛りは以下のとおり。( ) は時折用いられ、(( )) はめったに用いられない評価
1, ((1+)), (2=), 2-, 2, 2+, (3=), 3-, 3, 3+, (4=), 4-, 4, 4+, (5=), 5-, 5, 5+, 6, ((6-))
合格の分かれ目で追試験を受けなければならないのは、旧システムでは3（または3-）、新システムでは2（または2-）である。どの科目で1（旧システムでは2）を取っても留年となり合格した科目含めてやり直すはめになるため、教員は落第評価をできるだけ避け、年度末の最後の週に何がしかの特別試験をもうけて、2（旧システムでは3）に修正できるようにしている。その結果、落第評価を受ける科目は通常、「重要」とされるポーランド語や数学といった科目に限られている。

### 高等教育

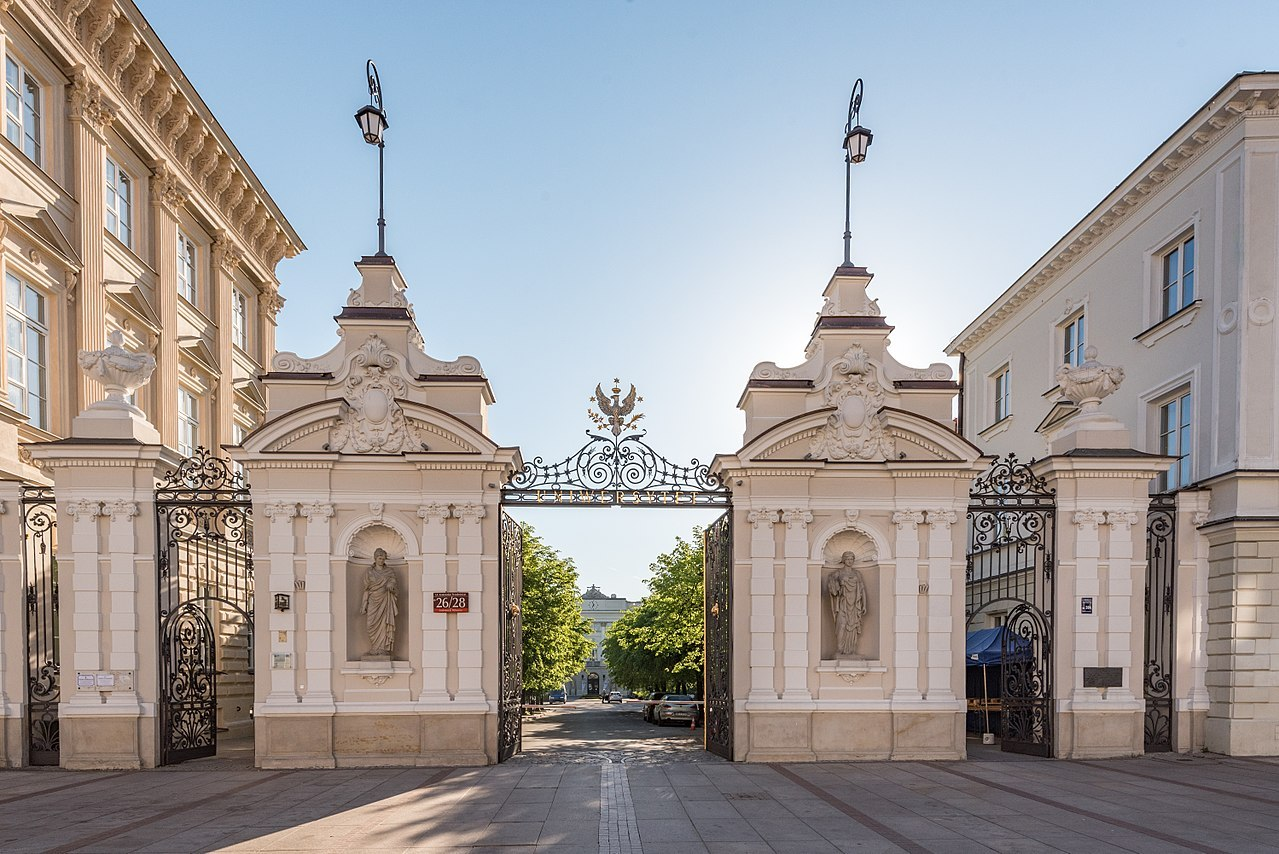
ワルシャワ大学の正門

大学レベルの教育は2から5の範囲で0.5ずつに区切った数字評価を用いている。
- 2.0（落第）
- 3.0（合格できる最低の成績）
- 3.5
- 4.0
- 4.5
- 5.0（最高の成績）

2.5や5.5という成績はなく、「常に期待以上の出来」という成績は5.0で表される。3.0-は「かろうじて合格」という意味で非常にまれに用いられるが、正式には3.0と何ら変わりはない。
高等教育の成績評価は学期末に1回ではなく、学期ごと年2回行われる。科目によっては最終成績が一つの試験結果の評価であったり、学期を通した成績評価であったりする。後者は一般的に学期中の評価をすべて合計して何らかの尺度によって最終的に2.0-5.0の範囲に換算される。
落第成績は単にその科目の再履修を意味するだけである。再試験や時には「委員会試験」といわれる特別試験を受ければ評価の修正も可能ではある。頻繁に落第評価がつけられているため、多数の学生が初めての履修科目で落第することがある。

## 外国語
2005/06年、最も人気のある義務教育の外国語は、
- 英語 - 67.9%
- ドイツ語 - 33.3%
- フランス語 - 13.3%
- スペイン語 - 10.2%
- ロシア語 - 6.1%
- イタリア語 - 4.3%
- ラテン語 - 0.6%
- その他 - 0.1%

## インターナショナル・スクール
ワルシャワ日本人学校は小学校と中学校のみで幼稚園はない。原則として9月からの入園となる。
- Przedszkole Nr311（311番幼稚園）
al. Jana Sobieskiego 72b Warszawa
- Przedszkole Nr344（344番幼稚園）
ul. Maklakiewicza 9a Warszawa
- The International Preschool
ul. Zawrat 14 Warszawa

ポーランド国内のインターナショナル・スクール、国外にある日本の私立高校（私立在外教育施設）などがある。
インターナショナル・スクール：
- The International American School
ul. Dembego 18 Warszawa
- The British School Sp.zo.o.
ul. Limanowskiego 15 Warszawa
- Szkoła Francuska w Warszawie
ul. Walecznich 4/6 Warszawa
- The British International School of Warsaw
ul. Zielona 14 Piaseczno
- The American School of Warsaw
ul. Warszawska 202 Konstancin-Jeziorna